# Liste des guerres civiles en Iméréthie
Cet article concerne les guerres civiles en Iméréthie. Pour les guerres étrangères, voir Liste des guerres de l'Iméréthie.
La liste des guerres civiles en Iméréthie regroupe les guerres et conflits internes ayant eu lieu en Géorgie occidentale entre l'indépendance du royaume de Géorgie occidentale en 1259 et l'abolition du royaume d'Iméréthie en 1810. Cette liste n'inclut pas les guerres étrangères et invasions en Géorgie occidentale et n'inclut pas les guerres entre les royaumes géorgiens indépendants durant cette période. 

## Contexte historique

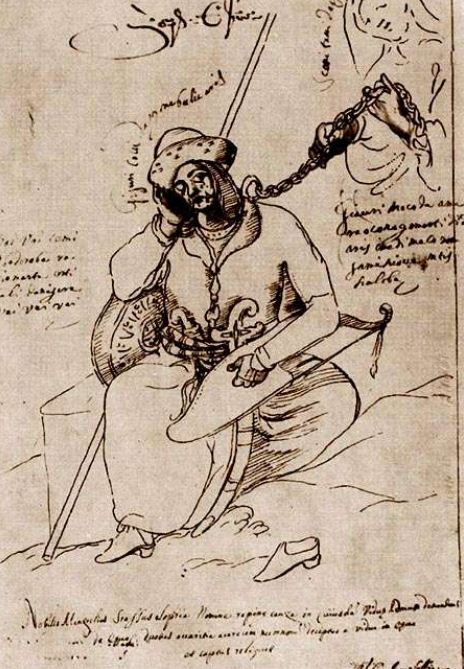
Prisonnier de guerre mingrélien. L'esclavagisme des prisonniers de guerre devient une large conséquence des guerres civiles en Iméréthie.

L'Iméréthie est une province historique de la Géorgie. Tandis qu'elle ne représente actuellement qu'une région du pays, celle-ci était synonyme avec la totalité de la Géorgie occidentale jusqu'à l'annexation du Caucase par l'Empire russe au XIXe siècle. En effet, à partir de 1259, la Géorgie occidentale se sépare du reste du pays sous la direction du roi David VI, qui veut former un royaume géorgien indépendant des envahisseurs mongols. Toutefois, tandis que la Géorgie orientale devient victime de nombreuses invasions étrangères, le royaume de Géorgie occidentale doit faire face aux puissants seigneurs qui dirigent les multiples provinces régionales.
À partir du début du XIVe siècle, lors de la guerre civile entre le roi Constantin Ier et son frère cadet Michel, les dirigeants de Mingrélie et de Gourie profitent du chaos interne pour renforcer leur position et créer des armées indépendantes. En 1490, lors de la division formelle du royaume de Géorgie et de la création du royaume d'Iméréthie, ils prennent le titre de prince et, au fil des années, sont rejoints par les nobles puissants d'Abkhazie, de Svanétie, du Ratcha et de Saabachidzo. L'intégrité de l'Iméréthie n'est préservée que par l'allégeance officielle des princes envers les rois imères de la dynastie des Bagrations, mais la fracture devient évidente lors de la guerre de 1623-1658. Ce n'est que vers la fin du XVIIIe siècle que le gouvernement central de Koutaïssi gagne à nouveau son pouvoir à travers la Géorgie occidentale, sous les règnes de Salomon Ier, David II, et Salomon II, peu de temps avant que la Russie annexe la région entièrement.
À partir du XVIIe siècle, les Ottomans, qui contrôlent un large empire aux pieds du Caucase, utilisent la fragile unité de l'Iméréthie pour dominer le royaume sans devoir l'annexer. Ils soutiennent à de nombreuses reprises des membres cadets de la dynastie des Bagrations, menant à de nombreuses usurpations et conflits militaires internes pour prendre le pouvoir à Koutaïssi. Notamment, l'interférence de l'Empire ottoman et l'ambitions de certains nobles mènent aux crises destructrices de succession qui commencent en 1660 et se terminent en 1720. Durant cette période, 13 souverains se partagent la couronne à 27 différentes reprises, y compris des membres des dynasties Dadiani, Gourieli, Tchoutchounachvili et Abachidzè, faisant de l'Iméréthie le seul royaume géorgien dirigé occasionnellement par des souverains hors de la dynastie Bagration depuis le XIe siècle.
Le large nombre de guerres civiles cause une majeure dévastation économique à travers la Géorgie occidentale. Contrairement au reste du Proche-Orient, l'Iméréthie n'expérience pas un âge de développement économique. Sa population décline largement à travers les siècles, notamment au XVIIe siècle, quand les guerres civiles incessantes cause une perte de près de la moitié de la population dans certaines régions, tandis que les seigneurs de guerre lancent un large marché d'esclave pour financer leurs activités militaires. L'Abkhazie est souvent dévastée et envahie par les tribus montagnardes de Circassie, tandis que les ports de la Mer Noire n'opèrent que rarement et restent sous le contrôle des Ottomans. Au XVIIIe siècle, l'Iméréthie est presque entièrement isolée lorsque les pouvoirs européens jugent le pays trop instable pour établir des relations commerciales.

## Liste
Voici une légende facilitant la lecture de l'issue des guerres ci-dessous :
- Victoire du gouvernement central
- Victoire rebelle
- Autre résultat (par exemple un traité ou une paix sans un résultat clair, un Statu quo ante bellum, un résultat inconnu ou indécis)

### Royaume de Géorgie occidentale
| Période           | Période           | Nom du conflit                           | Belligérants                               | Belligérants                                         | Lieu                         | Issue                                                                                          |
| Période           | Période           | Nom du conflit                           | Alliés (y compris le gouvernement central) | Ennemis                                              | Lieu                         | Issue                                                                                          |
| ----------------- | ----------------- | ---------------------------------------- | ------------------------------------------ | ---------------------------------------------------- | ---------------------------- | ---------------------------------------------------------------------------------------------- |
| Après 1293 - 1327 | Après 1293 - 1327 | Guerre du royaume de Géorgie occidentale | Constantin Ier d'Iméréthie                 | Michel Bagration                                     | Argveti, Letchkhoumi, Ratcha | Michel Bagration devient roi légitime à la mort de son frère.                                  |
| 1390-1392         | 1390-1392         | Invasion de la Mingrélie                 | Royaume de Géorgie occidentale             | Duché de Mingrélie                                   | Mingrélie                    | Victoire mingrélienne, menant à l'annexation de la Géorgie occidentale au reste de la Géorgie. |
| 1401              | 1401              | Bataille de Tchaliani                    | Royaume de Géorgie occidentale             | Duché de Mingrélie Duché de Gourie Duché de Svanétie | Tchaliani                    | Victoire des rebelles nobles et mort du roi Constantin II.                                     |

### Royaume d'Iméréthie
| Période       | Nom du conflit                    | Belligérants | Belligérants | Lieu                                      | Issue |
| Période       | Nom du conflit                    | Alliés (y compris le gouvernement central) | Ennemis | Lieu                                      | Issue |
| ------------- | --------------------------------- | --- | --- | ----------------------------------------- | --- |
| 1479 - 1491   | Guerre du royaume d'Iméréthie     | Royaume d'Iméréthie | Duché de Mingrélie Duché de Gourie Duché d'Abkhazie Duché de Svanétie Soutenus par: Royaume de Géorgie | Iméréthie                                 | Victoire d'Alexandre II ; reconnaissance de l'indépendance de l'Iméréthie ; élévation de la Mingrélie et de Gourie au titre de principauté. |
| 1512          | Bataille de Mokhissi              | Bagrat III d'Iméréthie | Vakhtang Bagration | Frontière entre le Karthli et l'Iméréthie | Victoire royale et paix entre les deux frères.                                                                                              |
| 1568          | Bataille de Ianeti                | Royaume d'Iméréthie Principauté de Gourie | Principauté de Mingrélie | Ianeti (Iméréthie)                        | Victoire royale contre les troupes de Khosro, usurpateur pro-mingrélien au trône.                                                           |
| 1574-1583     | Guerre gourielo-mingrélienne      | Principauté de Gourie | Principauté de Mingrélie | Gourie, Mingrélie                         | Renversement de pouvoir dans les deux principautés, avec une victoire décisive de la Mingrélie.                                             |
| 1585-1586     | Usurpation de Constantin III      | Léon Ier d'Iméréthie | Constantin Bagration | Nord de l'Iméréthie                       | Victoire du roi légitime |
| 1588          | Rébellion mingrélienne            | Royaume d'Iméréthie | Principauté de Mingrélie | Koutaïssi                                 | Victoire rebelle et déposition du roi Léon Ier.                                                                                             |
| 1589          | Rébellion de Gourie               | Royaume d'Iméréthie | Principauté de Gourie Soutenu par: Empire ottoman | Koutaïssi                                 | Victoire rebelle et déposition du roi Rostom.                                                                                               |
| 1623-1658     | Guerre du royaume d'Iméréthie     | Royaume d'Iméréthie Fief de Salipartiano | Principauté de Mingrélie Principauté de Gourie Principauté d'Abkhazie Soutenus par: Royaume de Karthli Empire séfévide | Iméréthie, Mingrélie, Gourie, Abkhazie    | Victoire décisive du gouvernement central et renversement des princes de Gourie et Mingrélie.                                               |
| 1660-1720     | Guerres de succession d'Iméréthie | Multiples partis prenant part au conflit avec différentes allégeances en fonction des années, y compris: Royaume d'Iméréthie Principauté de Mingrélie Principauté de Gourie Duché de Ratcha Principauté de Saabachidzo Royaume de Karthli Empire ottoman | Multiples partis prenant part au conflit avec différentes allégeances en fonction des années, y compris: Royaume d'Iméréthie Principauté de Mingrélie Principauté de Gourie Duché de Ratcha Principauté de Saabachidzo Royaume de Karthli Empire ottoman | Iméréthie, Mingrélie, Gourie              | Chaos en Iméréthie, affaiblissement du pouvoir royal, capture du pouvoir central par le roi Alexandre V.                                    |
| 1680          | Guerre gourielo-mingrélienne      | Principauté de Gourie | Principauté de Mingrélie | Mingrélie                                 | Echec de l'invasion de la Mingrélie par le prince Georges III de Gourie.                                                                    |
| 1716          | Guerre gourielo-mingrélienne      | Principauté de Gourie | Principauté de Mingrélie | Gourie                                    | Invasion de Gourie par la Mingrélie. |
| décembre 1732 | Guerre imèro-mingrélienne         | Royaume d'Iméréthie | Principauté de Mingrélie Principauté de Saabachidzo Duché de Ratcha | Koutaïssi, Tchikhori                      | La révolte nobiliaire est vaincue par les forces royales.                                                                                   |
| 1740          | Guerre imèro-mingrélienne         | Royaume d'Iméréthie Mercenaires lezghiens | Principauté de Mingrélie Principauté de Saabachidzo Duché de Ratcha Principauté d'Abkhazie | Baghdati                                  | Victoire rebelle et affaiblissement du pouvoir royal.                                                                                       |
| 1746-1750     | Usurpation de Mamouka Bagration   | Alexandre V d'Iméréthie Soutenu par: Empire ottoman | Mamouka Bagration | Iméréthie                                 | Retour au pouvoir d'Alexandre V. |
| 1776          | Révolte nobiliaire de 1776        | Salomon Ier d'Iméréthie | Alexandre Bagration Soutenu par: Royaume de Kartl-Kakhétie | Iméréthie                                 | Victoire royale. |
| 1789-1794     | Guerre civile d'Iméréthie         | David II d'Iméréthie Soutenu par: Empire ottoman Mercenaires daghestanais | David Bagration Principauté de Mingrélie Soutenus par: Royaume de Kartl-Kakhétie | Iméréthie                                 | Victoire des forces rebelles, mort de David II, couronnement du roi Salomon II.                                                             |